# 카바치타레!
《카바치타레!》(일본어: カバチタレ!)는 감수 : 아오키 유지, 원작 : 다지마 다카시, 작화 : 고치 타다히로에 의한 일본의 만화이자,이를 원작으로 한 텔레비전 드라마이다. 고단샤의 만화 잡지 '모닝'에서 1999년부터 2005년까지 연재되었다. 2001년 1월 후지 TV에서 동명의 제목으로 텔레비전 드라마화되었다. 이후 '모닝'에서는 2005년 33호부터 속편 《특상 카바치!-카바치타레! 2-》를 연재를 시작하였다. 이를 원작으로 2010년 1월부터 《특상 카바치!》가 다시 텔레비전 드라마화되었다.
주요 내용은 행정 서사 사무소를 무대로 하여 법률을 이용하여 사회적 약자를 지켜 나간다는 이야기이다.

## 카바치타레!
《카바치타레!》(일본어: カバチタレ!)는 다지마 다카시의 만화를 원작으로, 후지 TV에서 2001년 1월 11일부터 2001년 3월 22일까지 매주 목요일 밤 10시부터 10시 54분에 방영된 드라마이다. 전 11회의 평균 시청률은 19.3%이다.
주요 내용은 행정 서사 사무소를 무대로 하여 법률을 이용하여 사회적 약자를 지켜 나간다는 이야기이다.
2005년 속편이 되는 "특상 카바치!-카바치타레!2"를 연재하여, 2010년 1월부터는 TBS에서 《특상 카바치!》를 원작으로 드라마가 방송되었다.

## 내용
도쿄의 어느 병원 진료실. 의사에게 열심히 자신이 감기에 걸린 이유에 대해 설명하느라 열변을 토하는 다무라 노조미. 그리고 옆 진료실에서 그 말에 열심히 귀 기울이는 여자, 사카에다 지하루의 표정이 예사롭지 않다. 노조미의 사연을 잠시 적자면, 노조미는 자동차 정비공장에서 일하고 있다. 어느 날, 여경 미야기 교코에게 일방적으로 잡혀 주차위반딱지를 떼이고 회사에서는 무단 결근을 이유로 해고된다. 사장은 ‘무단 결근을 하면 즉시 해고 및 한 달치 월급을 벌금으로 뗀다’는 것을 원칙으로 불만 있으면 재판이든 뭐든 해보라는 것이었다. 그러니까 노조미는 그런 사장에게 아무런 반박도 못하고 쫓겨난 것이었다.
이 이야기를 옆에서 심상치 않게 듣고 있던 사카에다 치하루는 진료 후, 약을 받기 위해 기다리며 노조미에게 회사를 상대로 싸울 것을 제안한다. 그리고 노조미에게 원고를 건네며 내용증명을 보내라고 한다. 덧붙여 치하루 하는 말, 내 말대로 하면 못 받은 월급도 받고, 사장에게서 무서운 여자라는 말을 듣게 될 거야! 노조미는 치하루의 말대로 내용증명을 사장 앞으로 보내고 회사를 상대로 싸운다. 그리고 얼마 후, 노조미는 정비공장 사장에게서 한 통의 전화를 받는다. 이 여자 무서운 여자 같으니라고! 내 더러워서 준다 줘! 이것이 노조미와 지하루의 첫 만남이었다. 의심이라는 말을 모르며 마냥 사람 좋기만 한, 순박한 여성, 노조미와 자기 의사 분명하고 씩씩한, 똑 부러지는 여성, 지하루가 또 한번의 우연한 사건을 계기로 다시 만나게 되는데…

## 등장 인물

### 주요 인물
- 도키와 다카코 - 다무라 노조미(28세)
- 후카쓰 에리 - 사카에다 치하루(28세)
- 야마시타 도모히사 - 다무라 유타(16세)
- 진나이 다카노리 - 오오노 이사무(42세)
- 시노하라 료코 - 미야기 교코(25세)
- 이노마타 유키 - 후쿠다 사키(21세)
- 가리나 - 하루나(16세)
- 다쿠보 잇세이 - 시게모리 간지(45세)
- 오카다 고키 - 하세가와 유키오(30세)
- 오카다 요시노리 - 가네다 긴지로(23세)
- 이토 사오리 - 가토 마키(24세)
- 고바야시 사토미 - 이쿠타 변호사(35세)

### 게스트 출연
- 이노마타 유키 - 후쿠다 사키
- 우에마쓰 마미 - 시부야 유미
- 호사카 나오키 - 다케모토 겐지(제1화)
- 이타카 도시야 - 의사, 동생(제1화, 제4화)
- 가메아리 게이조 - 이타오 이쓰지(제1화)
- 오오스기 렌 - 지적인 부랑자(제1화, 제11화)
- 야마다 유 - 오사와 이치코(제2화, 제9화)
- 가와바타 류타 - 사와키 히로유키(제2화, 제5화, 제11화)
- 모타이 마사코 - 오자와 가쿠(아이의 부모, 제2화)
- 쓰무라 다카시 - 오자와 요네코(아이의 부모, 제2화)
- 구니무라 준 - 요코야마 고지(제3화)
- 나카무라 아쓰코 - 요코야마 마사키(제3화)
- 구사무라 레이코 - 가마타 마사오(제3화)
- 오우미야 다로 - 가마타 마쓰오(제3화)
- 기무라 미도리코 (제3화)
- 묘세이 마유미 - 사쿠라코(제3화, 제5화)
- 나카마루 신쇼 - 유혹의 신사/하루나의 아버지(1인 2역/제3화, 제11화)
- 가세 다이슈 - 우에사토 고타로(제3화, 제4화)
- 쿠로다 후쿠미 - 마츠자키 가쓰코(제4화)
- 엔도 유우 - 마쓰자키 나나코(제4화)
- 미즈카와 아사미 - 쓰네코(제4화)
- 요코스카 마리코 - 가오루(제4화)
- 고바야시 스스무 - 나카마루 다카유키(제5화)
- 무사카 나오마사 - 청소 점장(제5화)
- 가몬 요코 - 유타의 전여자친구, 하마다 쇼코(제5화)
- 후지오카 히로시 - 오토바이 탄 남자(제5화)
- 주리 - 이토 나츠미(제6화)
- 도요하라 고스케 - 다쿠미(제6화, 제7화)
- 스기와라 도시미 - 이즈미(제6화, 제7화)
- 이토 마사유키 - 자칭 아유미의 남편, 다구치(제6화)
- 가네다 아키오 - 자칭 아유미 남편의 선배, 이시다(제6화)
- 구니모토 마코 - 첫 번째 미인 손님(제7화)
- 마치노 아카리 - 두 번째 뚱뚱한 손님(제7화)
- 쓰루미 신고 - 우치 히로시(제8화, 제9화)
- 나카지마 히로코 - 우치다 사에코(제8화, 제9화)
- 마쓰자키 슌지 - 우치 다이스케(제8화, 제9화)
- 사쿠마 리나 - 우치다 미호(제8화, 제9화)
- 노기와 요코 - 무례한 점쟁이(제9화)
- 야마다 레이나 - 영어 교사(제10화)
- 가네코 겐 - 나시모토 세이치(제10화, 제11화)
- 다카기 리나 - 마스다 유코(제10화, 제11화)
- 하야시 야스후미 - 마스다 유지(제10화, 제11화)
- 시카우치 다카시 - 나시모토 고로(제10화, 제11화)
- 쓰마부키 사토시 - 편의점 점원, 카즈야(제5화, 제10화, 제11화)
- 이노우에 유이나 - 오오노 도모미
- 시노하라 마키코 - 아카니시 소노코
- 무사카 나오마사 - 세탁소 아저씨
- 다니모토 하지메 - 부서장
- 오오타카 아키라 - 검사

## 제작진
- 연출 : 다케우치 히데키, 미즈타 나리히데
- 프로듀서 : 야마구치 마사토시
- 각본 : 오오모리 미카
- 원작 : 다지마 다카시
- 음악 : 요시마타 료
- 촬영 : 스즈무라 타이이치, 이자와 아키오, 카토 후미야 등
- 편집 : 마쓰오 히로시
- 의상 : 다카쓰 가쓰히토
- 조명 : 도미자와 야스노리, 다카하시 츠기오, 사사키 히로후미 등
- 음향효과 : 고니시 요시유키, 이토 아키라, 세키구치 야스유키
- 주제가 : 기타키 마유 - ·Do You Remember Me
- 제작·방송사 : 후지 TV

## 방송 회차 및 시청률
| 각 화                                     | 방송일          | 부제(원어)                             | 부제(풀이)                                   | 법적테마                           | 시청률 |
| ----------------------------------------- | --------------- | -------------------------------------- | -------------------------------------------- | ---------------------------------- | ------ |
| 제1화                                     | 2001년 1월 11일 | 恋する女、温泉に売られる               | 사랑하는 여자, 온천에 팔린다                 | 내용 증명·긴급 피난·위법성의 조각  | 21.4%  |
| 제2화                                     | 2001년 1월 18일 | 夏の恋が始まる!!                       | 폭주!부엌칼 가진 아줌마                      | 부동산 경매                        | 18.3%  |
| 제3화                                     | 2001년 1월 25일 | あっ！と驚くいい男とカレーうどん       | 앗! 하고 놀라는 멋진 남자와 카레우동         | 노동재해 보험·시담                 | 19.9%  |
| 제4화                                     | 2001년 2월 1일  | 恋人は子持ちで痴漢なの!                | 애인은 애 딸린 치한!                         | 심리유보                           | 17.6%  |
| 제5화                                     | 2001년 2월 8일  | 免停と交通違反キップで警察と対決!      | 교통위반과 면허정지로 경찰과의 한판승!       | 도로 교통법                        | 18.7%  |
| 제6화                                     | 2001년 2월 15일 | 浮気妻慰謝料サギと家賃値上げを撃退     | 바람기 있는 아내 위자료 사기와 집세인상 격퇴 | 공탁                               | 19.3%  |
| 제7화                                     | 2001년 2월 22일 | 甘い罠商社マンが出張ホストで転落!      | 달콤한 함정, 상사맨 출장호스트로 전락!       | 채무 불이행·인과관계               | 18.4%  |
| 제8화                                     | 2001년 3월 1일  | 暴力夫に気づかれないで離婚する方法     | 폭력 남편에게 들키지 않고 이혼하는 방법      | 위장 이혼·사문서 위조죄·친족상도례 | 19.7%  |
| 제9화                                     | 2001년 3월 8일  | 嫌がる夫と緊急離婚！届出は24時間OK     | 싫어하는 남편과 긴급 이혼! 신고는 24시간 OK  | 친권·감독과 보호권·탈취·유괴죄     | 20.7%  |
| 제10화                                    | 2001년 3월 15일 | ブリーフの白い色は恋人の色             | 브리프의 하얀색은 연인의 색                  | 강제 외설죄·상해죄·폭행죄·비변행위 | 19.9%  |
| 최종화                                    | 2001년 3월 22일 | セクハラ男に置き去られ結婚式で恥をかく | 성폭력남, 결혼식에서 망신 당하다             | 정당방위·불법 침입·감금죄          | 18.3%  |
| 평균 시청률: 19.3%                        |                 |                                        |                                              |                                    |        |
| (시청률은 간토 지방·비디오 리서치사 조사) |                 |                                        |                                              |                                    |        |

| 후지 TV 목요극장                        | 후지 TV 목요극장                    | 후지 TV 목요극장                 |
| 이전 작품                               | 작품명                              | 다음 작품                        |
| --------------------------------------- | ----------------------------------- | -------------------------------- |
| 러브 컴플렉스 (2000.10.12 - 2000.12.21) | 카바치타레! (2001.1.11 - 2001.3.22) | 데릴사위 (2001.4.12 - 2001.6.28) |